# Esquerra Valenciana

Estelada (drapeau nationaliste valencien) d'Esquerra Valenciana.

Esquerra Valenciana (Gauche valencienne en valencien, EV) était un parti nationaliste et de gauche du Pays valencien (en Espagne) durant la Seconde république. Il revendiquait le droit à l'autodétermination du Pays valencien et la mise en place d'un statut d'autonomie pour la région,,,.

## Histoire
Esquerra Valenciana fut fondé le 26 juillet 1934, en tant que scission du parti blasquiste Parti d'union républicaine autonomiste (PURA), qui agissait en tant que branche valencienne du Parti républicain radical (PRR). La scission fut la conséquence du profond désaccord survenu entre les députés Vicente Marco (ancien maire de Valence), Juli Just, Faustino Valentín ainsi que d'autres militants de la ville de Valence, comme Vicente Alfaro, et la direction du PURA, qu'ils accusaient d'avoir abandonné son idéal réformiste au profit d'une idéologie toujours plus conservatrice et d'avoir mené une politique contraire à l'autonomie depuis l'avènement de la République deux ans auparavant. Les députés d'EV faisaient partie de la minorité rattachée au Parti radical démocrate, groupe idéologiquement de gauche qui, sous la direction de Diego Martínez Barrio avait abandonné peu auparavant le PRR et qui rejoindrait l'Union républicaine en 1935.
Son principal trait idéologique était la défense « du fait national valencien », de sa langue et de sa culture, ainsi que la mise en place en Espagne d'un modèle d'État fédéral, dont le Pays valencien serait une composante. Il partageait l'idéologie et la stratégie politique du parti catalan Gauche républicaine de Catalogne, avec qui il maintenait des contacts fréquents.
À cause de ses idées de gauche, il fut l'une des cibles du gouvernement formé par les radicaux et la CEDA après l’échec de la grève révolutionnaire d'octobre 1934, à laquelle elle ne participa pas. Les conseillers municipaux affiliés au parti furent suspendus et ses sièges furent fermés. Après sa fondation, EV travailla avec Gauche républicaine et l’Agrupació Valencianista Republicana à la création d'une plate-forme comme de la gauche républicaine valencienne, qui constituerait à Valence le germe du Front populaire aux élections générales de février 1936.
En dépit de la répression gouvernementale, en 1935 EV s'étendit hors de sa zone d'implantation initiale, qui se limitait à la ville de Valence et les comarques environnantes. Toutefois, au moment de son intégration dans le Front populaire, EV était très fragilisé après le départ de Just pour Izquierda Republicana et de Valentín pour Union républicaine. Le parti obtint toutefois une place dans la candidature du Front populaire pour la circonscription électorale de la ville de Valence, Vicente Marco devenant l'un des cinq élus de la coalition au Congrès, où il intégra le groupe d'Esquerra Catalana.
En mars 1936, le parti célébra son premier congrès. En avril, il obtint la participation de deux de ses représentants (compromisario) à l'élection du président de la République.
Après l'éclatement de la guerre civile, Esquerra Valenciana participa au Comité exécutif populaire (Comité Ejecutivo Popular) de Valence qui prit le contrôle de la ville au cours du mois de juillet 1936. José Benedito prit en charge la délégation chargée de la guerre. Vers la même période, Esquerra Republicana del País Valencià de Gaetà Huguet Segarra est intégra à Esquerra Valenciana, ce qui implique une expansion considérable du parti dans la province de Castellón.
Après la dissolution du comité, il fit partie de son successeur, le Conseil provincial de Valence, Vicente Marco y représentant le parti. Le parti accrut son influence et son implantation de façon significative. Il célébra son deuxième congrès, Vicente Alfaro étant élu secrétaire général. Il maintint à partir de 1937 des échanges avec un autre parti valencianiste de gauche, le Partit Valencianista d'Esquerra en vue d'une fusion des deux formations, mais le projet ne fut pas mené à terme avant la fin de la guerre.
Le parti avait élaboré un projet de statut d'autonomie pour la région, l'avant-projet de statut de la Région valencienne, présenté en février 1937,, mais le manque d'intérêt des républicains, communistes et socialistes qui ne le concevaient pas comme une priorité face à la guerre empêcha sa mise en application, ainsi que celle d'autres projets similaires.